# Ильо войвода
Илия Марков Попгеоргиев (изписване до 1945 година: Илия Марковъ попъ Георгиевъ), известен като Ильо войвода, Кара Илия, Дядо Ильо Малешевски или Малешевец, е български хайдутин и революционер.

## Биография
Роден е през 1805 година в малешевското градче Берово, тогава в Османската империя. Дядо му поп Георги загива като предводител на чета в сражение с башибозук из засада от турците при село Пастух. Израства едър и мургав, заради което беровските турци го наричат Кара Илия, тоест Черния Илия. До 20-годишна възраст живее в родното си село. След спречкване с турски главатар, който задирял сестрите му, Ильо Марков заминава за Рилския манастир при свой роднина калугер, където е назначен за пандурин (пазач). През тези години (1830 – 1838) ходи винаги с оръжие, гони турците и разбойническите шайки, среща се из Рила с хайдути, които намират подслон в манастира. Там се среща и с Неофит Рилски, Аверкий Попстоянов и други български просветни дейци.

### Хайдушки години
Към 1838 година се жени и се връща в Берово, където с жена си Цона се отдават на земеделие и отглеждането на децата си. През 1850 година след битово скарване с Ильо, беровският Мехмед байрактар в опит да го убие стреля из засада, но ранява брат му. За да си отмъсти, Ильо убива турчина и излиза в планината. Събира малка дружина, в която влизат байрактарят Стоимен Жибаро, Цеко Гърлянчина от Гърляни, Кочанско, Нико Камбера (Камберо) от Ваксево, Пиянешко, Георги Гранчаро, Златко Голчо от Берово, Стаменко Мицов от Очипала, Пиянешко и други. Дружината му няколко години броди из Малешево, Пиянец и Осогово и бързо добива известност. Посред бял ден слиза в Берово и показно убива изедника Догазана, което стряска беровските турци. По време на Кримската война (1853 – 1856) четата му нараства до 70 души. През 1854 година турците в Дупница се готвят да нападнат българското население сутринта на Великден. Научавайки за това, Ильо войвода праща хабер, че ще обикаля цяла нощ около Дупница и при най-малкия повод ще влезе в града и ще изравни с земята турската махала, с което спасява българите. Славата на Ильо се увеличава и той влиза в народните песни. След излизането на Хатихумаюна в 1856 година скопският паша изпраща мюдюра на Радовишката кааза да преговаря с Ильо войвода да се върне към мирен живот. Не след дълго от Цариград пристига известие да не се преследва войводата, ако се върне към мирен живот с дружината си. Чрез митрополит Авксентий Кюстендилски на Ильо войвода е дадено писмено тържествено опрощение. Заедно с верния си другар Нико Камбера, той слиза в Кюстендил, където властите го посрещат тържествено и му разрешават да носи оръжието си. Ильо войвода се връща към мирен живот в Берово, като дава църковен обет в кюстендилския храм Света Богородица, но разкрил замисъл на група местни турци да го убият, заедно с Нико Камбера избива заговорниците и отново хваща планината. Подгонен от голяма потеря, е принуден да търси убежище в Света гора и Солун. Турците залавят децата му, но Ильо успява да ги отърве.
През 1859 година по заповед на нишкия валия Займал паша (Зейнел) къщата на Ильо войвода е разграбена и съборена, покъщнината и стоката е унищожена, а жена му Цона и децата им са докарани в Кюстендил и държани под най-строг контрол. Даскал Дамаскин, учител в Кюстендил по това време, пише писмо-молба за помощ от името на Цона до Найден Геров. Нишкият валия заповядва да хванат опростените от властта Ильови четници, върнали се по домовете си. Залавят 12 души, четирима от тях обесват публично в Кюстендил през юни 1860 година, а останалите в Ниш. За сподвижниците на Ильо войвода и семейството му, многократно малтретирано и разкарвано по затворите, настават тежки времена.

### Участие в Българската легия 1861-1862 г.
В 1860 година Ильо войвода прехвърля четата си в Сърбия и в 1861 година се включва в Първата българска легия. Тук той става помощник на Георги Раковски при военната подготовка на легистите. На 2 юни 1862 година при щурмуването на Кале мегдан Ильо войвода проявява изключителна храброст, командва батальона, на който е поверено знамето на легията.
В спомените си Петър Берковски пише за него:  
| „ | Както нас българите, така и сърбите дядо Ильо пленяваше със своя героичен вид, със своята откровеност и добродушие, придружени с твърда воля и характер. Въпреки обкръжаващата го в Сърбия криворазбрана цивилизация той опази своите народни нрави и обичаи. Както юначеството му, така и нравствеността му бяха неподражаеми. В това отношение той беше просто идеален и правеше чест на нашия народен живот. При това той обичаше да проповядва на българите в Сърбия патриотизъм и ненавист спрямо турците. А на празници и ваканции учеше българските ученици да стрелят, за която цел им купуваше пушки и ги водеше често на лов. | “ |

След разтуряне на легията от сръбското правителство, Ильо войвода с част от четата си се настанява в Крагуевац. Научавайки за неговото участие в легията, турците отново залавят семейството му и го закарват в затвора в Скопие, където са държани под най-строг надзор. Найден Геров посещава затворниците на 28 юли 1862 година и намира дъщеря му и двамата му сина тежко болни. След две години престой в Крагуевац, Ильо войвода се връща в Белград, където е награден от княз Михаил Обренович с орден, произведен е в капитан и му е отпусната пенсия от 150 динара.  

### Участие в Сръбско-турската война от 1876 г.
Ильо войвода като доброволец взема дейно участие с чета от 300 души, заедно със синовете си Никола и Иван, в Сръбско-турската война от 1876 година, опитвайки се и да навлезе през Кулско (Северозападна България) и да подпомогне Априлското въстание. На 1 август 1876 година, след разгром на две сръбски и две руски дружини, четата на Ильо, разделена в отряди по 20 души контраатакува и спира настъплението на частите на Абдулкерим Надир паша.
В края на войната, при село Делиград, при нападение на четата на Ильо войвода той е тежко ранен след приятелски огън от сръбски офицери. Ето какво разказва в спомените си Христо Македонски: 
| „ | ... в Княжевац ... стана една случка на 22 юли (1876 г.), която струва да се разкаже с две-три думи. Намирахме се мнозина в едно кафене и разговявахме, разумява се, за войната. Намеси се в приказката и адютантът на Хорватовича. Тогава Ильо войвода почна да говори с адютантинът и го уверяваше, че сръбската войска се държи примерно и знае да се сражава за отечеството си, но офицерите не се държаха достатъчно мъжествено в сраженията и затуй резултатите са такива. Адютантинът, високомерен и надменен, почна да му възразява ядосано и да укорява прекалените му и уж неверни обвинения срещу сръбските офицери, като каза и няколко нецензурни думи по адрес на Иля войвода и въобще против българите. Разядосан тогава Ильо войвода му каза: – В града знаете да влачите и дрънкате сабите си, а на бойното поле бягате от турците ...! | “ |

Вследствие на раната от сръбския куршум на Ильо войвода са извадени две ребра и той остава сакат с дясната ръка. За показаната храброст във войната е награден със сръбския орден „Таково“ за храброст.

### Руско-турската война (1877 – 1878). Освобождение на Кюстендил
Избухването на Руско-турската война в 1877 година заварва Ильо войвода в болница. Неоздравял от раните си, той заминава за Свищов и се поставя в услуга на руското командване, което му дава чин капитан и го прави командир на опълченска чета. Води отряда в Ловешко в турския тил. При преминаването на Балкана е в Западния отряд на генерал Йосиф Гурко. След Освобождението на София, капитан Ильо Марков е назначен за командир на всички сборни доброволчески чети и е зачислен в отряда на Юрий Задерновски, началник дивизион на 4-ти улановски харковски полк, със задача преследване на турците по посока Радомир-Кюстендил. На 27 декември 1877 година е освободен Радомир, на 2 януари 1878 година – Дупница. На 4 януари 1878 година, получил разрешение да се придвижи към Кюстендил, Ильо войвода устройва разузнаване по билото на Конявската планина, а на 8 януари 1878 година навлиза с цялата си чета в село Коняво. Изпраща неколцина доброволци в Кюстендил да пуснат мълвата, че той идва като авангард на руската войска и че трябва градската община да води преговори с него за предаване на града без бой. Хитростта на дядо Ильо успява и Временното градско управление в Кюстендил изпраща делегация в София при генерал Александър Арнолди. Той от своя страна изпраща в Кюстендил полковник Задерновски с един ескадрон руска войска. На 11 януари 1878 година четата на Ильо войвода, заедно с руски войски, влизат тържествено в Кюстендил. На 12 януари, поради настъплението на многобройна турска войска откъм Крива паланка, са принудени да се оттеглят. На 17 януари един силен руски отряд, начело с генерал барон Теофил Майендорф и четата на капитан Ильо повторно освобождават Кюстендил. По заповед на коменданта на града поручик Николай Савойски, капитан Ильо Марков разоръжава турското население в селата. В края на януари той повежда четата към родното Малешево. Посрещнат с големи почести от управата и населението, той заповядва да се събере оръжието от турското население, подпомага избирането на съвети на старейшините, начело с председател във всички села. На 22 март Ильо войвода отива в Сан Стефано. Там получава и поредния си орден за храброст. „Българското царство“, установено от войводата в Малешево, трае два месеца до април, когато от Скопие идва многобройна турска войска и реокупира областта.

### Животът на Ильо войвода след Освобождението
След подписването на Берлинския договор (1878), според който Царевоселско и Малешевско остават под турска власт, Ильо войвода със семейството си се установява на постоянно местожителство в Кюстендил. Построява къща на Стамбол капия. Не престава да се интересува и работи за свободата на поробена Македония. Заедно с митрополит Натанаил и Стефан Стамболов разработва план за освобождението ѝ.
Участва в Кресненско-Разложкото въстание от 1878 – 1879 година, като води чета по десния бряг на река Струма.
По настояване на Стефан Стамболов, Народното събрание му отпуска пенсия от 220 лева месечно.
Въпреки напредналата си възраст, с четата си участва и в Сръбско-българската война през 1885 година. Четата е част от Радомирския отряд и е под командването на Димитър Беровски. Сражава се при Брезник, Сливница, Враня, Краище и село Извор. Поради участието на Ильо войвода във войната, сръбското правителство му отнема отпуснатата от княз Обренович пенсия.
През 90-те години, когато започва активното четническо движение в Македония и Одринска Тракия, Ильо войвода с интерес следи събитията и поощрява четниците, минаващи през Кюстендил. Престарелият Ильо войвода дава ценни съвети при изграждането на четническия институт на ВМОРО.
Умира в Кюстендил на 17 април 1898 година. Погребението му, в което участва целият град, многобройни привърженици, почитатели и приятели, се извършва тържествено и с почести.

## Почит
Необикновената храброст на Ильо войвода и подвизите му са възпети в множество народни песни и още приживе му създават легендарна слава.
През 1978 година Ильо войвода е удостоен със званието „почетен гражданин на Кюстендил“.
В Кюстендил през 1934 година по проект на архитект Драган Лозенски е поставен бюст паметник, а през 1978 година и паметник на Ильо войвода. Бюст-паметник на войводата има и в Благоевград.
Къщата на Ильо войвода в Кюстендил е реставрирана и адаптирана като музей. Тя се намира на улица „Цар Освободител“ № 189, в източната част на града. Построена е през 70-те години на XIX век. Реставрирана е през 1979 – 1980 година и официално открита като музей през месец януари 1981 година. В нея е уредена експозиция на тема: Националноосвободителните борби на населението от Кюстендилския край“.
На Ильо войвода е наречена улица в кварталите „Хаджи Димитър“ и „Сухата река“ в София (Карта).